# Neoscona odites
Neoscona odites är en spindelart som först beskrevs av Simon 1906.  Neoscona odites ingår i släktet Neoscona och familjen hjulspindlar. Inga underarter finns listade i Catalogue of Life.